# 狐蓝子鱼
狐蓝子鱼（学名：Siganus vulpinus）为蓝子鱼科蓝子鱼属的鱼类，俗名狐面蓝子鱼、狐狸魚。分布于印度尼西亚至太平洋中部萨摩亚群岛、北至菲律宾、台湾岛以及西沙群岛、南沙群岛等海域等，深度0至30公尺，属于暖水性近岸鱼类。於1845年首次被德國動物學家Hermann Schlegel和 Salomon Müller正式描述為Amphacanthus vulpinus，模式產地為印度尼西亞摩鹿加群島之一的特爾納特島。本魚吻略延長呈管狀，體色在魚體前三分之一部份以白色為底上有2條黑色寬斜帶，一條自頭頂延伸至吻端，另一條則自鰓蓋後上方向喉部延伸，並擴及腹鰭處，後三分之二則為均勻的亮黃色，在身體的後上方有2個大黑斑，有時會相連，有時會消失，魚鰭除胸鰭透明外，皆為亮黃色，尾鰭微凹，背鰭硬棘13枚、背鰭軟條10枚、臀鰭硬棘7枚、臀鰭軟條9枚，硬棘有毒腺，體長可達25公分，棲息在潟湖及臨海珊瑚礁，具有領域性，通常成對出現，以藻類和浮游生物為食，為高經濟價值的觀賞魚。

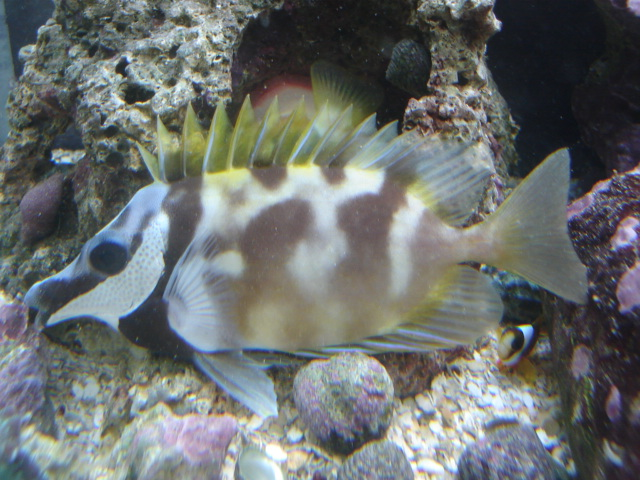
在夜間或受到驚嚇時，狐藍子魚體側會變成暗淡的斑駁圖案

## 扩展阅读
維基物種上的相關：狐蓝子鱼